# Stigmella bumbegerensis
Stigmella bumbegerensis là một loài bướm đêm thuộc họ Nepticulidae. Nó được tìm thấy ở Bojan-Chongor Aimak in Mông Cổ.